# Volleybalvereniging SSS 2018-2019
Questa voce raccoglie le informazioni riguardanti il Volleybalvereniging SSS nelle competizioni ufficiali della stagione 2018-2019.

## Organigramma societario
Area direttiva
- Presidente: Gert Dekker

area organizzativa
- Team manager: Christien Timorason

Area tecnica
- Allenatore: Ivo Martinovic
- Assistente allenatore: Olaf Ratterman
- Scoutman: Yord van Damme

Area sanitaria
- Fisioterapista: Madelon Kamp

## Rosa
| N° | Nome              | Ruolo | Data di nascita   | Nazionalità sportiva |
| -- | ----------------- | ----- | ----------------- | -------------------- |
| 1  | Aart Kooiman      | C     | 29 settembre 1990 | Paesi Bassi          |
| 2  | Alex Meijs        | S/O   | 1999              | Paesi Bassi          |
| 3  | Hugo van Garderen | P     | 7 dicembre 1996   | Paesi Bassi          |
| 4  | Niek Bakker       | C     | 7 marzo 1999      | Paesi Bassi          |
| 6  | Maurice Coolen    | P     | 1998              | Paesi Bassi          |
| 7  | Jeffrey Klok      | S/L   | 29 ottobre 1998   | Paesi Bassi          |
| 8  | Julius Held       | L     | 29 aprile 1996    | Paesi Bassi          |
| 10 | Dwin Brouwer      | C     | 11 gennaio 1991   | Paesi Bassi          |
| 11 | Peython Schirman  | O     | 1995              | Paesi Bassi          |
| 12 | Arjan Roelofs     | S     | 26 novembre 1992  | Paesi Bassi          |